# Leptotarsus (Macromastix) tortilis
Leptotarsus (Macromastix) tortilis is een tweevleugelige uit de familie langpootmuggen (Tipulidae). De soort komt voor in het Australaziatisch gebied.